# 沙芥属
沙芥属（学名：Pugionium）是十字花科下的一个属，为一年生或二年生草本植物。该属共有5种，5种；分布于蒙古及中国。